# ایگور کاستالفسکی
ایگور ماتِـوِیویچ کاستالفسکی (روسی: Игорь Матвеевич Костолевский؛ زادهٔ ۱۰ سپتامبر ۱۹۴۸) بازیگر اهل اتحاد جماهیر شوروی سوسیالیستی است.
از فیلم‌ها یا برنامه‌های تلویزیونی که وی در آن نقش داشته‌است، می‌توان به تهران ۴۳ و جنگ و صلح اشاره کرد.
وی همچنین برندهٔ جوایزی همچون هنرمند مردمی روسیه و نشان دوستی شده‌است.